# JR京都線
JR京都線（日语：／ JR Kyōto sen */?）是西日本旅客鐵道（JR西日本）東海道本線在大阪府大阪市北区的大阪 - 京都府京都市下京区的京都之間路段的通稱。
这一昵称从 1988 年 3 月 13 日开始使用。 JR京都线几乎整条线路都与阪急电铁的京都本线平行，而近畿日本铁路（近铁）也有一条京都线；JR京都线在大阪站（大阪梅田）与阪急电铁可以换乘，在京都站也可与近铁换乘，因此使用 "JR "这一名称以示区别。

## 概要
该线路是 JR西日本都市网络（京阪神地区）的线路之一。 它沿着淀川右岸运行，与东海道新干线和阪急京都本线平行，负责京都市和大阪市之间的城际交通。 它是一条通往大阪和京都的通勤和上学路线，也是一条通往京都的观光路线。
运行在该路线上的许多列车（主要是新快速）会直通JR神户线、琵琶湖线和湖西线行驶。该线路上的新快速列车连接京都站和大阪站，42.8 公里的路程最快只需 28 分钟，表定速度达到了92 公里，与特急列车相当。 整个路段为四线构造，慢车和快车分开运行。日本海纵贯线是从大阪站沿日本海一侧行至青森站的线路总称，而它也是日本海纵贯线的一部分，日本海纵贯线的许多列车都在此运行，包括开往敦贺站的“雷鸟”特急列车。
线路自大阪出发之后，跨过淀川就来到了接入东海道新干线和山阳新干线的新大阪站。
东海道新干线与阪急京都本线有平行路段，与淀川对面的京阪本线也有较长的平行路段，但因终点站位置相隔较远，不存在直接竞争关系，但各条线路的运营公司都非常注重服务。 大阪站和京都站之间的日均客流量为 350,717 人次，明显高于阪急京都本线的 180,954 人次和京阪本线同路段的 162,479 人次。
线路颜色为蓝色（■），由于与 JR神户线一起被定位为都市网络中的主要线路，因此使用了 JR西日本的企业颜色作为线路颜色。 线路符号为。
该线路的全区间的乘客信息系统中，线路名称基本统一为 "JR京都线"，而非 "东海道线"，但新大阪站除外：在该站，高槻、京都方向会表示为 "JR 京都线 "，而大阪方向则表示为 "JR 神户线 "和 "JR 宝冢线 "，是以大阪站以西直通线路的爱称表示（JR神户线尼崎站和 JR琵琶湖线山科站也采取了类似措施）。 在车站提供的票价表和一些线路图上，也会在括号中标注名称（东海道线）。 所有区间都属于 JR西日本近畿地区总部的管辖范围，并在ICOCAIC卡乘车区域内，线路还包括在《乘客运营规则》规定的大都市近郊区间和的 "大阪近郊区间 "内，因此适用比区间外更便宜的乘车票价。

### 路線資料

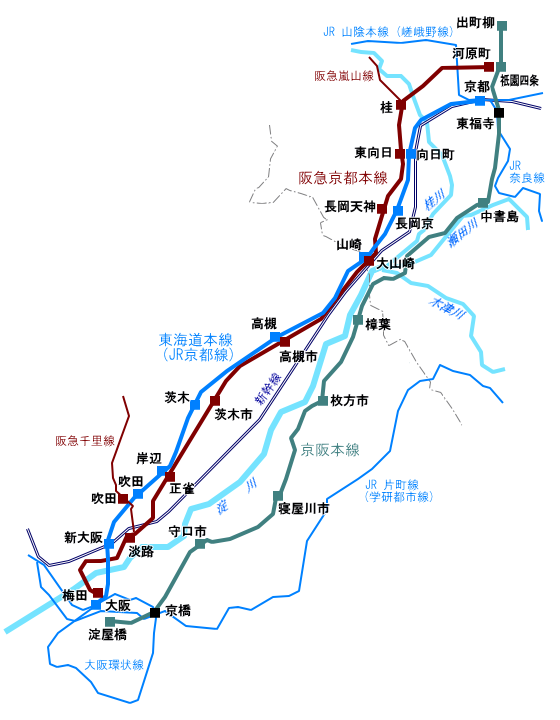
JR京都線與競爭對手阪急京都本線・京阪本線的位置關係

- 管轄、路線距離（營業距離）：全長42.8公里
  - 西日本旅客鐵道（第一種鐵道事業者）：
    - 京都站－大阪站間 42.8公里

  - 日本貨物鐵道（第二種鐵道事業者）：
    - 京都站－吹田貨物總站（日语：吹田貨物ターミナル駅）間（33.7公里）…吹田貨物總站以西途經貨物支線
- 軌距：1067毫米
- 站數：17個（包括起終點站、貨物站2個除外）
- 複線路段：
  - 四線：京都站－大阪站間（但是京都站－向日町站間與茨木站－吹田貨物總站間有貨物列車用的增線）
- 電氣化路段：全線電化（直流1500V）
- 閉塞方式：複線自動閉塞式
- 保安裝置：ATS-P（據點P方式）與ATS-SW
- 運轉指令所（日语：運転指令所）：大阪綜合指令所（日语：大阪総合指令所）
- 列車運行管理系統（日语：列車運行管理システム）：JR京都、神戶線運行管理系統（日语：アーバンネットワーク運行管理システム）（SUNTRAS）
- 最高速度：外側線130公里/小時、內側線120公里/小時
- IC卡乘车区間
  - ICOCA区域：全线（全线为PiTaPa后付费服务可使用区間）
- 2020年度的混杂率：快速線98%（茨木→新大阪 6:50-7:50）、緩行線85%（茨木→新大阪 7:30-8:30）[6]

## 沿線概況
详细参见东海道本线

京都站至向日町站之间的区间为五线（四线，包括内外侧的四线线和一条货运线），而向日町站至茨木站之间的区间为四线构造，但货运线从茨木站再次分支。 茨木站至吹田货运站之间的路段有五条线路（内外侧线路和一条货运线），而吹田货运站至新大阪站之间的路段有八条线路，包括上下侧的线路、双轨的梅田货物线和北方货运线。

## 運行形態
它与相邻的琵琶湖线和 JR神户线一体化同步运行，还提供直通湖西线和福知山线（JR宝塚线）的列车。
按照停靠站点从少到多的顺序，有新快速列车、快速列车和普通列车（缓行列车）三种只需乘车券即可乘坐的列车。
此外，还增设了前往敦贺、关西国际机场、南纪地区、山阴地区等地的特急列车，形成了有效利用四线构造的线路的模式化时刻表。
几乎整条线路的线形都非常良好，除部分弯道外，外侧线的列车运行速度可达每小时 130 公里，内侧线的列车也能以每小时 120 公里的速度运行。

### 时刻表
列车运行周期基本上为 15 分钟一班，22:00（周六和节假日为 21:00）以后为 20 分钟一班。
早上的通勤下行列车（开往大阪方向）基本上是 10 分钟一班。 基本上，每个周期由一班新快速列车、一班快速列车、一班从京都站或京都站以外出发的普通列车和一班从高槻站出发的普通列车组成。高槻站和京都站之间的普通列车数量因星期和时间而异。
在晚高峰时段，上行列车（京都方向）的时刻表与白天的时刻表相同，但在平日最繁忙的时段，有两班新快速列车从大阪出发，在此期间，新快速列车每 7.5 分钟一班。 夜间则为 20 分钟一班。
| 种类＼车站 | …             | 京都 | 京都  | …     | 高槻  | 高槻  | …     | 新大阪站      | 新大阪站      | …             | 大阪站        | 大阪站 | …               |
| ---------- | ------------- | ---- | ----- | ----- | ----- | ----- | ----- | ------------- | ------------- | ------------- | ------------- | ------ | --------------- |
| 特急       | 开往敦贺←     | 2班  | 2班   | 2班   | 2班   | 2班   | 2班   | 2班           | 2班           | 2班           | 2班           |        |                 |
| 特急       |               |      | 0-1班 | 0-1班 | 0-1班 | 0-1班 | 0-1班 | 0-1班         | 0-1班         | 0-1班         | 0-1班         | 0-1班  | →开往鸟取方向   |
| 特急       | 2班           | 2班  | 2班   | 2班   | 2班   | 2班   | 2班   | →开往关西空港 | →开往关西空港 | →开往关西空港 | →开往关西空港 |        |                 |
| 特急       |               |      |       |       |       |       |       |               | 1班           | 1班           | 1班           | 1班    | →开往福知山方向 |
| 新快速     | 直通湖西線←   | 1班  | 1班   | 1班   | 1班   | 1班   | 1班   | 1班           | 1班           | 1班           | 1班           | 1班    | →直通JR神户線   |
| 新快速     | 直通琵琶湖線← | 3班  | 3班   | 3班   | 3班   | 3班   | 3班   | 3班           | 3班           | 3班           | 3班           | 3班    | →直通JR神户線   |
| 快速       | 直通琵琶湖線← | 4班  | 4班   | 4班   | 4班   | 4班   | 4班   | 4班           | 4班           | 4班           | 4班           | 4班    | →直通JR神户線   |
| 普通       |               |      | 4班   | 4班   | 4班   | 4班   | 4班   | 4班           | 4班           | 4班           | 4班           | 4班    | →直通JR神户線   |
| 普通       |               |      |       |       |       | 4班   | 4班   | 4班           | 4班           | 4班           | 4班           | 4班    | →宝塚方向       |

### 優等列車
JR西日本成立后，这一段线路上的特急列车数量增加，原本于天王寺站发车，往返于南纪地区的特急列车 以及 随着智头线开通而开始运行的前往山阴地区的“超级白兔”特急列车开始直接通往京都站。 特别是与关西国际机场开通同时投入运营的特急 "遥"，一年后开始定期开往京都站，再加上可于敦贺站与北陆新干线接驳换乘的特急 "雷鸟"等列车，新大阪至京都站之间的线路已成为每小时约四班列车的特急快速通道。
直通进入阪和线的"遥"和“黑潮”特急列车，下行列车经过吹田货运站开往大阪环状线的西九条站，上行列车从西九条站经由梅田货物线开往新大阪站。 以前，这些列车不经过大阪站，但从 2023 年 2 月 13 日起，列车开始经过大阪站的地下月台；从 2023 年 3 月 18 日起，在时刻表修订后，列车开始在大阪站的地下月台（梅北地区）停靠。
从京都站 30 号站台出发的下行列车，会经过京都货运站，在向日町站进入JR京都线的下行外侧线，因此在该段运行的特急列车和新快速列车相比，运行时间稍长。
此區間行走的優等列車於2021年3月13日时刻表修订后的情况如下。
- 定期列車
  - 寝台特急「Sunrise瀨戶」「Sunrise出雲」（東京站 - 高松站・出雲市站間） - JR京都線内仅限开往東京的列车会在大阪站停車。
  - 特急「雷鳥（サンダーバード）」（敦贺站 - 大阪站間）
  - 特急「轻巧琵琶湖（らくラクびわこ）」（米原站・草津站 (滋贺县) - 大阪站間）
  - 特急「遙（はるか）」（野洲站・草津站・京都站 - 關西空港站間）
  - 特急「飛驒（ひだ）」（高山站 - 大阪站間）
  - 特急「黑潮（くろしお）」（京都站 - 新宮站 (日本)間）
  - 特急「超級白兔（スーパーはくと）」（京都站 - 鳥取站・倉吉站間）
  - 特急「東方白鸛（こうのとり）」（新大阪站 - 福知山站・豐岡站・城崎溫泉站間）
  - 特急「乐乐播磨（らくラクはりま）」（京都站 - 网干站间）

### 新快速
可参见主条目新快速
除特急列车和急行列车外，它是只需乘车券即可乘坐的列车中停靠站点最少的。新快速列车在JR京都线仅仅停靠京都站、高槻站、新大阪站和大阪站。新快速列车运行的区间十分长，从 JR神户线的姬路站、山阳本线的网干站和上郡站、赤穗线的播州赤穗站出发，经由JR京都线，可直达琵琶湖线的长滨站、北陆本线的近江盐津站和敦贺站。
白天时段，大阪站和京都站之间每小时有四班列车运行。 在京都站以东，新快速会直通进入琵琶湖线和湖西线，其中三班列车往返于琵琶湖线的草津站 (滋贺县)、野洲站、米原站和近江盐津站，一班列车经由湖西线往返于敦贺站。在此期间，下行列车每 15 分钟从京都站发车一次，上行列车每 15 分钟从大阪站发车一次，发车时间分别为 0:00、15:00、30:00 和 45:00，连接京都站和大阪站的时间为 28-29 分钟。晚高峰时段至 21:00 期间，大阪站和京都站之间基本上每小时都有四班新快速列车，但在 18:00 时，由于有两班新快速列车会从大阪始发，所以会有六班列车（最小间隔为 7.5 分钟）。此外，15时至18时这一时段内，每小时30分于大阪发车去往敦贺的新快速列车，均会经过米原站。
本线内所有区间的所有新快速列车均在外侧线路上运行。 不过，在新大阪站线路改造之前，只有新大阪站和大阪站之间的列车是在内线运行。 白天时段，新快速列车会在茨木站和西大路站超越前面的普通列车，在山崎站超越前一班快速列车。
所有列车均使用网干综合车辆所的 225系 0 番台和 100 番台以及 223系1000 番台和 2000 番台，以 12 节车厢编组运行（平日傍晚从大阪出发的列车为 8 节车厢编组）。 自 2011 年 3 月 12 日修订周六和节假日的时刻表以来， 以及自 2017 年 3 月 4 日修订平日时刻表以来，姫路站至米原站之间的新快速列车，全天均使用 12 节车厢编组列车，以缓解拥挤情况。

### 快速
快速列车也会在经过京都站之后直通进入琵琶湖线，只有早上的一班下行列车上直通进入湖西线；列车在经过大阪站之后均直通进入 JR神户线（除了早高峰的部分列车），快速列车并不会直通进入 JR宝塚线。
快速列车在JR京都线的区间内，会在京都站、长冈京站、高槻站、茨木站、新大阪站和大阪站停靠。JR京都线内全区间快速运行的列车，以京都出发为基准，从早上 5 点到 8 点以后（周六和节假日早上 5 点和 6 点有 6 列列车）有 15 班下行快速列车运行；以大阪出发为基准，从早上 5 点到 7 点有 6 班上行列车运行（周六和节假日的早上5点和6点有4班）。JR 京都线的快速列车，在日中时段及以后，快速服务区间仅为高槻站和大阪站之间，京都站和高槻站之间则以 "普通 "列车运行，在这一区间各站停车（因为这一时段的这一区间没有后述的短交路普通列车，故快速列车此时担当普通列车的角色）。
平日上午，列车在高槻站和大阪站之间的外侧线运行，使用 223系1000番台、2000 番台和225系0番台、100 番台，最高运行时速为 130 公里每小时。 早高峰期间，开往大阪的列车一般每 8 分钟一班。 白天时段至 21:00 期间，大阪站和京都站之间每小时有 4 列列车运行，在此期间，高槻站和京都站之间的每个车站有 4 至 8 班停靠列车（视时间段而定）；快速列车在京都站以东的琵琶湖线路段，列车设定为交替往返于野洲站和米原站；在此期间，下行列车于每小时的 09分、24分、39分 和 54分于京都出发 ，上行列车于每小时的 08分、23分、38分 和 53 分于大阪站发车，快速列车在京都站和大阪站之间的行车时间为 41 分钟。
平日以及周六和节假日的时刻表中，日中时段及之后，快速列车均在内侧线运行。
使用的列车为网干综合车辆所的 221 系、223系1000番台、2000番台、6000 番台和 225系0 番台、100番台；使用的编组有 6 节车厢编组、8 节车厢编组、10 节车厢编组和 12 节车厢编组。 白天时段，大多数列车为 6节车厢编组和 8节车厢编组，其他时间则使用 10节车厢编组和 12节车厢编组。

### 普通
本节介绍的是在 JR 京都线全区间内作为 "普通 "而各站停车的列车（仅在高槻以东各站停靠的列车参见前一节）。这一运行系统也正是国铁时代通称的“京阪神缓行线”。全部列车在本线的全区间均在内侧线行驶。
从白天时段直到 21 点，每小时运行 8 班列车。 白天时段，全部8 班列车都往返于高槻站（于高槻站始发终到），但从晚高峰时段起，直至21:00 时，有4 班列车往返于高槻站，4 班列车往返于京都站。 周六和节假日，在上午 11 点和中午 12 点时段，有四趟列车往返于高槻站，四趟列车往返于京都站。列车在到达大阪站之后，列车会交替直通JR神户线和JR宝塚线，分别开往须磨站・西明石站方向 和宝塚站・新三田站方向（自 2020 年 3 月 14 日时刻表修订起，下行 10-14:00 和上行 12-16:00 的列车一般缩短至宝塚站进行始发终到）。停靠大阪站之后的下行列车，直通 JR 神户线和 JR宝塚线的列车的方向幕的颜色会有所不同（为区别直通线路及目的地）。
除早高峰时段外，大阪站和京都站之间的普通列车会先于后续的快速列车到达，早高峰时段高槻站和京都站之间的普通列车也会先于后续快速列车到达。直通前往JR宝塚线的下行普通列车，在东淀川站至塚本站之间会与新快速列车并行，并且分别在新大阪站和大阪站可以互相接驳换乘（工作日的早晨和傍晚不换乘，会在不同的站台到达）。
平日早上 7 点有一班从大阪开往草津的列车。 此外，平日早上有两班列车从高槻出发，经 JR 神户线开往加古川站。
平日凌晨 4 点和 6 点，从高槻出发的区间普通列车均开往京都。此外，每天早上还有一班运行与大阪站和吹田站 (JR西日本)之间的普通列车。
使用的是属于网干综合车辆所的 207系和 321系列车，所有列车均为七节车厢编组列车。
在 2010 年 3 月 13 日的修订中，高槻站与京都站之间的日中时段的列车数量减少为每小时 2 列。在 2011 年 3 月 12 日的修订中，早上直通JR宝塚线往返尼崎站的一对列车改为从吹田站始发终到，然后在 2013 年 3 月 16 日的修订中改为目前的情况。
2015 年 3 月 14 日修订时刻表时，设定了每天21点时段从大阪出发，直通湖西线并开往近江舞子站的列车，也设定了每天 6点时段从湖西线坚田站开往大阪的列车，但随着 2016 年 3 月 26 日时刻表的修订，JR 京都线全线不再有直通湖西线的普通列车。

#### 女性专用车厢
从平日到周末，每天从首班车到末班车，207系列车的加古川、西明石和须磨方向的第五节车厢以及 321系列车的第五节车厢都有女性专用车厢。但当时刻表混乱中断时，女性专用车厢可能会取消。
JR 京都线于 2002 年 12 月 2 日引进了女性专用车，从 9:00 的首班车和 17:00 至 21:00 ，从 2011 年 4 月 18 日起，女性专用车不分平日和节假日，每天从首班车到末班车均可使用 。 此外，JR京都线和琵琶湖线直通的 207系列车和 321系列车上，以及从京都站出发仅在琵琶湖线上运行的列车上，也全程设有女性专用车厢。

#### 除夕通宵运行
从除夕午夜到年初一，JR 京都线的全线的（在京都站和 JR神户线的西明石站之间运行）的所有列车仅以 30 分钟左右的间隔通宵运行普通列车 。 过去，也有直通奈良线的通宵列车运行，运行区间为奈良站-（通过奈良线）-京都站-大阪站-西明石站，但直通奈良线的服务已于 1999 年终止。

### 貨物列車
可参见主条目东海道本线的货物列车
所有货物列车，均通过货运线运行，该货运线在茨木站与JR京都线分开，途经吹田货运站。
直通来往山阳本线的货物列车会通过北方货物线运行，其运行路线为的吹田货运站-宫原调车场-尼崎站。 开往樱岛线安治川口站的货物列车，经过吹田货运站之后，会通过大阪站的地下月台，到大阪环状线的西九条站，主要在梅田货物线上运行。

## 使用車輛

### 現在的車輛

#### 優等列車
電聯車
- 287系：在京都站和新大阪站之间担当特急 "黑潮 "的运行，在新大阪站和大阪站之间担当特急 "东方白鹳（こうのとり）"运行。
- 289系：在京都站和大阪站之间担当特急 "黑潮 "的运行，在新大阪站和大阪站之间担当特急 "东方白鹳（こうのとり）"运行。
- 283系：在京都站和新大阪站之间担当特急 "黑潮 "运行，但由于服务区间的缩减而停止了定期运行。不过后来随着大阪站地下月台的启用，该型列车于新大阪站和大阪站之间的运营恢复，但实际运行线路其实是梅田货物线。 不过列车在回送的时候还会在吹田站（吹田综合车辆所）和新大阪站之间往返运行。
- 281系和 271系：担当特急列车 "遥"在京都站和大阪站之间运行。
- 285系：作为 「SUNRISE瀨戶」「SUNRISE出雲」卧铺特急列车在京都站和大阪站之间运行。
- 681系和683系：担当特急 "雷鸟 "和特急 "轻巧琵琶湖 "在京都站和大阪站之间运行。
- 117系：作为临时卧铺特急 "WEST EXPRESS 银河"和团体特急在京都站和大阪站之间运行。

柴聯車
- KIHA189系：担当特急"「轻巧琵琶湖（らくラクびわこ）」"京都站 - 大阪站間的運用。
- HC85系：担当特急「飛驒（ひだ）」京都站 - 大阪站間的運用。
- HOT7000系：特急「超級白兔（スーパーはくと）」京都站 - 大阪站間運用。

此外，部分 "滨风"和 "雷鸟"特急，在结束运营或即将开始运营时，会在大阪站和向日町调车场之间往返回送运行。“雷鸟”的列车在到达大阪站后，会向神户方向回送发车，在塚本站进入北方货物线，在茨木站进入 JR 京都线（外侧线）（列车出库时使用相反路线）。 在这种情况下，列车车厢的编号方向会与 列车在JR京都线内载客运行的方向相反。

#### 快速・普通列車
全部使用電聯車運行。
- 225系（0番台）
  - 使用网干综合车辆所（本所）的車輛。2010年12月1日起開始用作新快速・快速（含高槻站 - 京都站間普通運行列車）運行[18]。
- 223系（1000・2000・6000番台）
  - 使用网干综合车辆所的車輛。1995年8月12日起開始運用作新快速・快速（含高槻站 - 京都站間普通運行列車）。请注意，6000番台列车并不会担当新快速列车的运行，因为这些车辆的性能已被固定为与 221系列车相匹配，而且它们的设计目的是与 221系列车一起运行。
- 221系
  - 使用网干综合车辆所（本所）的車輛。用作快速（含高槻站 - 京都站間普通運行列車）、部份列車與223系6000番台併結運行。
- 207系・321系
  - 207系為1994年3月1日起[19]、321系為2005年12月1日起開始運用。全部為網干總合車輛所（明石支所）的車輛、作為普通（京阪神緩行線）運行。

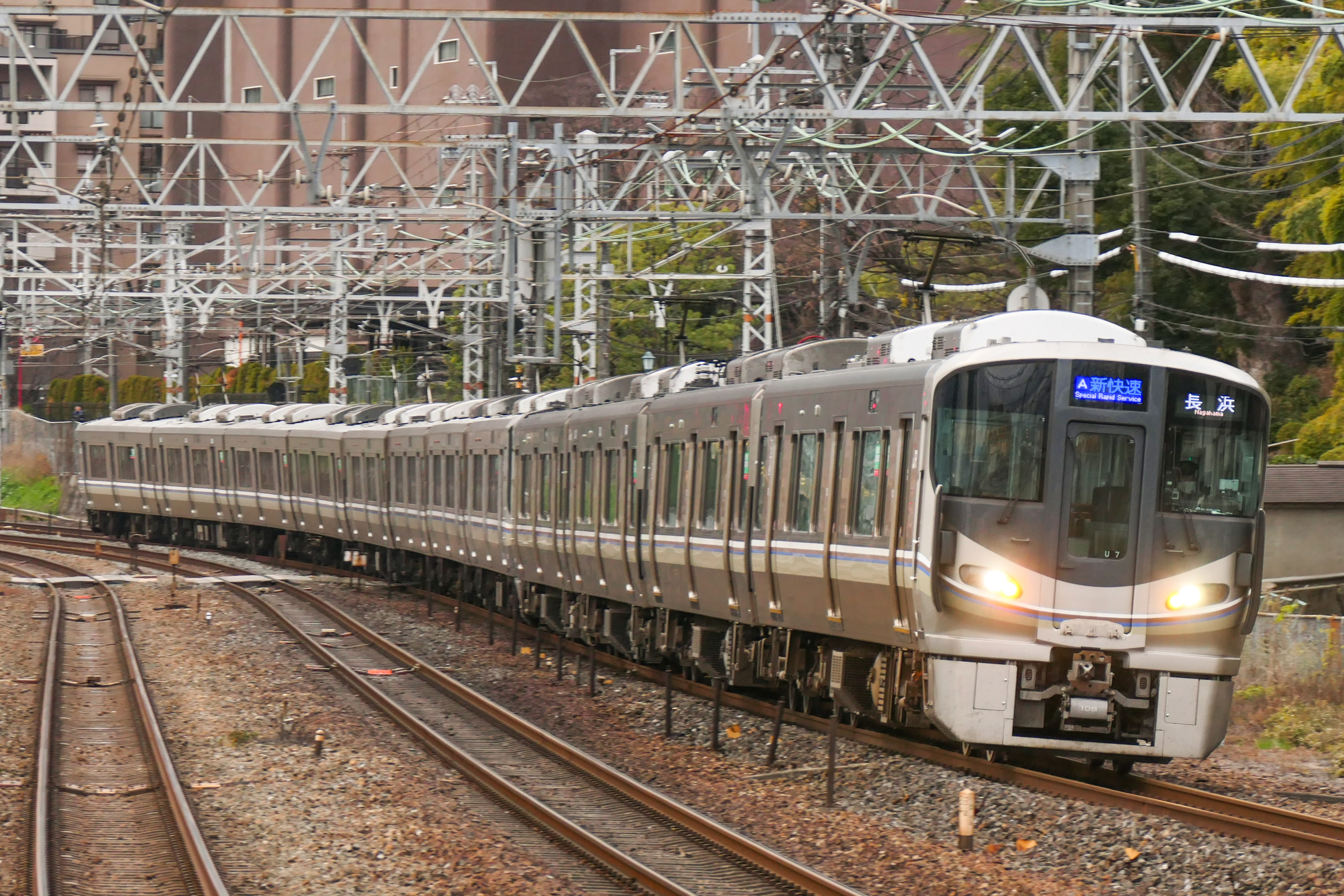
255系100番台
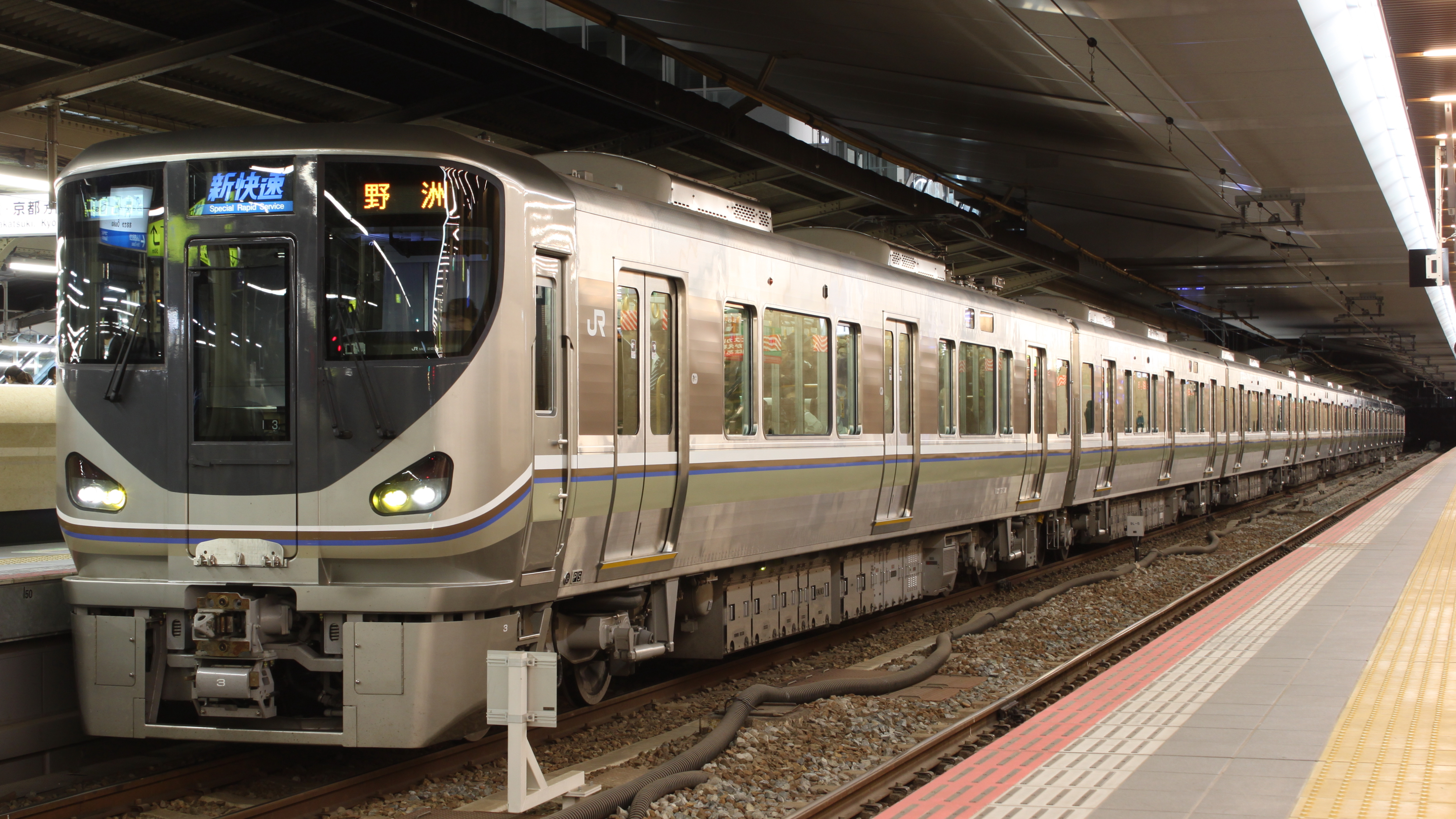
225系0番台
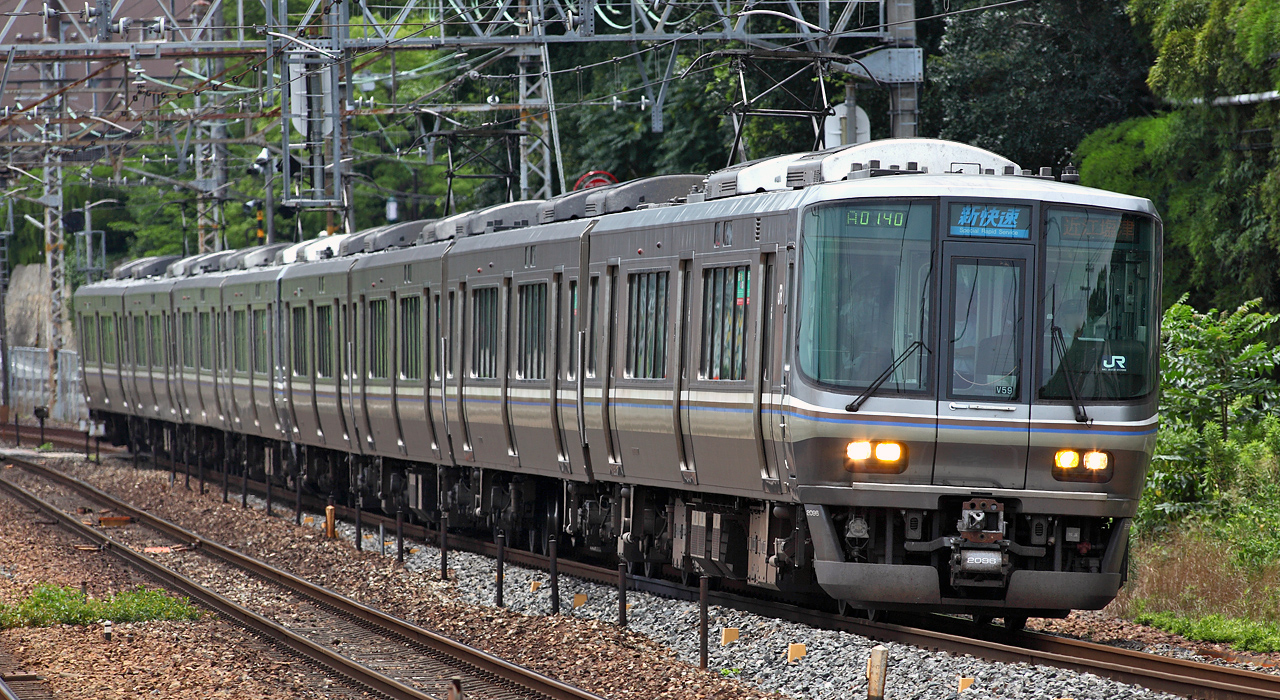
223系2000番台
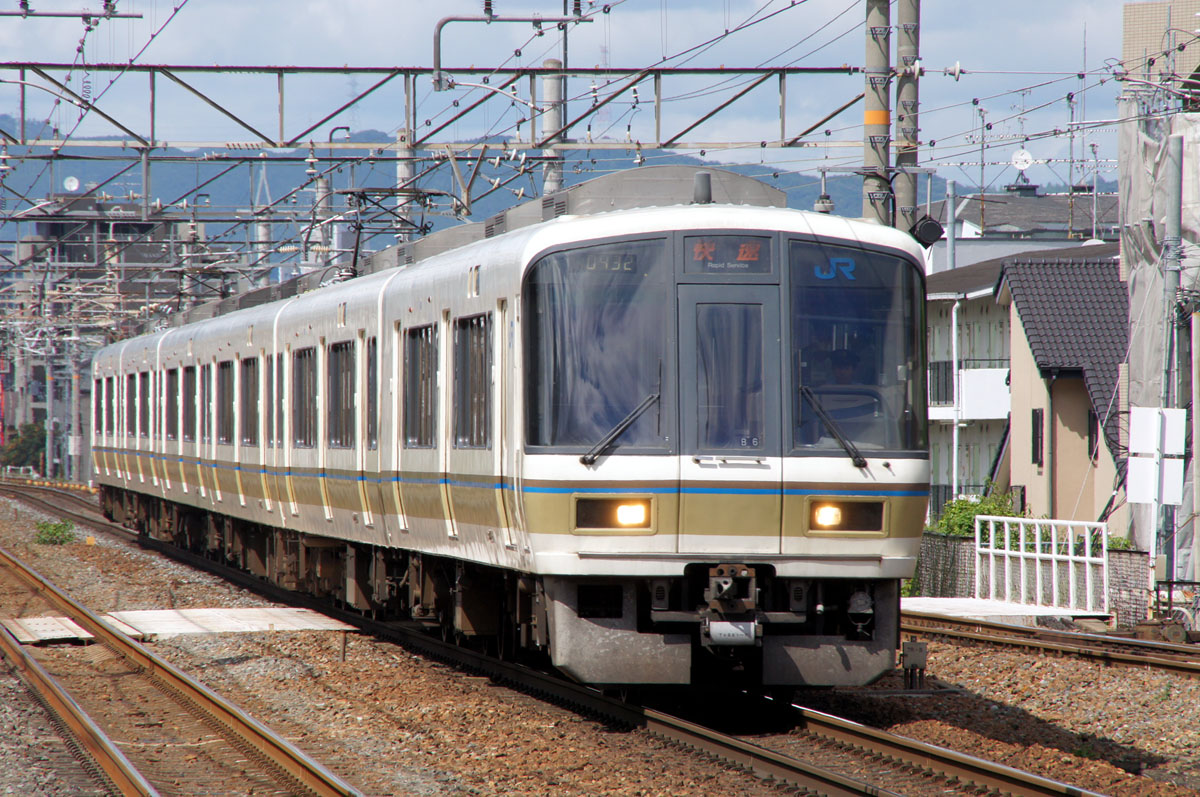
221系
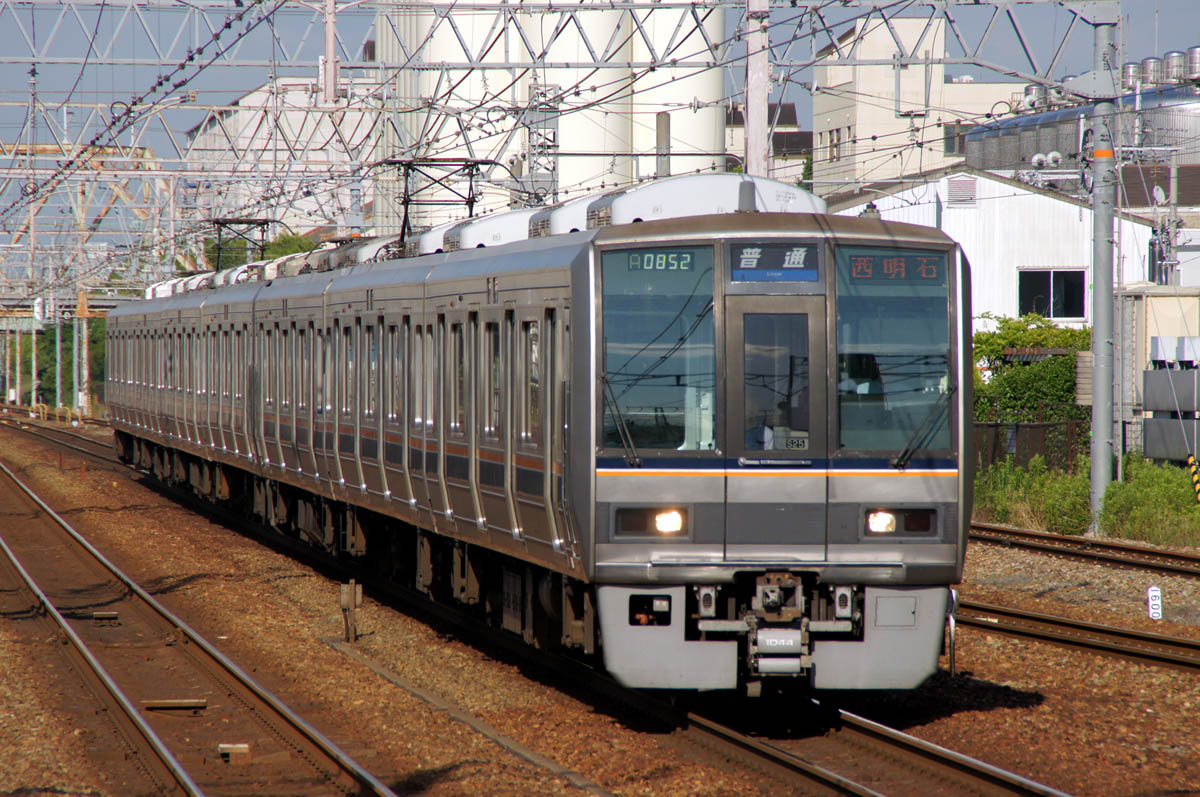
207系
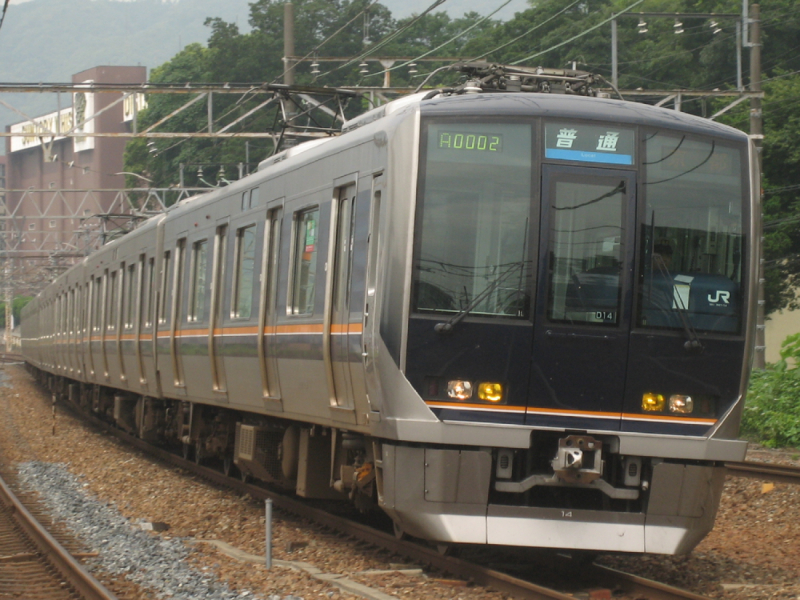
321系

## 車站列表
以下列出JR京都線內各停車場（車站、信號場）的營業距離、停靠列車、接續路線。廢站、廢除信號場參見「東海道本線#廢站」。
- 站名
  - （貨）＝貨物專用站
  - 特定都區市內制度適用範圍的車站：＝京都市內，＝大阪市內
- 停靠站
  - 普通：停靠所有旅客站（表中省略）
  - 快速、新快速：●的車站所有列車停車，▲的車站在早上繁忙時段結束後停靠，｜的車站所有列車通過
    - 快速列车，经过高槻站或京都站之后，开往琵琶湖線米原方向的会作為普通運行（各站停车）

  - 特急：#優等列車參見各列車條目
- 接續路線：若站名不同則以⇒顯示站名。
- 軌道所有路段都是方向別複複線（四线）
- 車站編號自2018年3月17日起引入[20]

| 車站編號 | 中文站名           | 日文站名 | 英文站名 | 站間營業距離 | 累計營業距離 | 累計營業距離 | 累計營業距離 | 快速 | 新快速 | 接續路線 | 所在地 | 所在地          |
| 車站編號 | 中文站名           | 日文站名 | 英文站名 | 站間營業距離 | 京都起計     | 米原起計     | 東京起計     | 快速 | 新快速 | 接續路線 | 所在地 | 所在地          |
| -------- | ------------------ | -------- | -------- | ------------ | ------------ | ------------ | ------------ | ---- | ------ | --- | ------ | --------------- |
| JR-A31   | 京都               |          |          | -            | 0.0          | 67.7         | 513.6        | ●    | ●      | 西日本旅客鐵道：東海道本線（ 琵琶湖線）(直通運行)、 湖西線（JR-B31）、 山陰本線（嵯峨野線）（JR-E01）、 奈良線（JR-D01） 東海旅客鐵道： 東海道新幹線 近畿日本鐵道： 京都線（B01） 京都市營地下鐵： 烏丸線（K11） | 京都府 | 京都市 下京區   |
|          | （貨）京都貨物     |          | /        | 1.8          | 1.8          | 69.5         | 515.4        | ｜   | ｜     | | 京都府 | 京都市 下京區   |
| JR-A32   | 西大路             |          |          | 0.7          | 2.5          | 70.2         | 516.1        | ▲    | ｜     | | 京都府 | 京都市 南區     |
| JR-A33   | 桂川（久世）       |          |          | 2.8          | 5.3          | 73.0         | 518.9        | ▲    | ｜     | | 京都府 | 京都市 南區     |
| JR-A34   | 向日町             |          |          | 1.1          | 6.4          | 74.1         | 520.0        | ▲    | ｜     | | 京都府 | 向日市          |
| JR-A35   | 長岡京             |          |          | 3.7          | 10.1         | 77.8         | 523.7        | ●    | ｜     | | 京都府 | 長岡京市        |
| JR-A36   | 山崎               |          |          | 4.0          | 14.1         | 81.8         | 527.7        | ▲    | ｜     | | 京都府 | 乙訓郡 大山崎町 |
| JR-A37   | 島本               |          |          | 2.2          | 16.3         | 84.0         | 529.9        | ▲    | ｜     | | 大阪府 | 三島郡 島本町   |
| JR-A38   | 高槻               |          |          | 5.3          | 21.6         | 89.3         | 535.2        | ●    | ●      | | 大阪府 | 高槻市          |
| JR-A39   | 攝津富田           |          |          | 2.9          | 24.5         | 92.2         | 538.1        | ｜   | ｜     | | 大阪府 | 高槻市          |
| JR-A40   | JR總持寺           |          |          | 2.0          | 26.2         | 92.2         | 539.8        | ｜   | ｜     | | 大阪府 | 茨木市          |
| JR-A41   | 茨木               |          |          | 1.7          | 28.2         | 95.9         | 541.8        | ●    | ｜     | | 大阪府 | 茨木市          |
| JR-A42   | 千里丘             |          |          | 2.9          | 31.1         | 98.8         | 544.7        | ｜   | ｜     | | 大阪府 | 攝津市          |
| JR-A43   | 岸邊               |          |          | 1.7          | 32.8         | 100.5        | 546.4        | ｜   | ｜     | | 大阪府 | 吹田市          |
|          | （貨）吹田貨物總站 |          | /        | 0.9          | 33.7         | 101.4        | 547.3        | ｜   | ｜     | 西日本旅客鐵道：東海道本線貨物支線（梅田貨物線、北方貨物線）、片町線貨物支線（城東貨物線） 日本貨物鐵道：東海道本線貨物支線（大阪貨物總站方向） | 大阪府 | 吹田市          |
| JR-A44   | 吹田               |          |          | 1.5          | 35.2         | 102.9        | 548.8        | ｜   | ｜     | | 大阪府 | 吹田市          |
| JR-A45   | 東淀川             |          |          | 3.1          | 38.3         | 106.0        | 551.9        | ｜   | ｜     | | 大阪府 | 大阪市 淀川區   |
| JR-A46   | 新大阪             |          |          | 0.7          | 39.0         | 106.7        | 552.6        | ●    | ●      | 西日本旅客鐵道： 山陽新幹線 東海旅客鐵道： 東海道新幹線 大阪市高速電氣軌道： 御堂筋線（M13） | 大阪府 | 大阪市 淀川區   |
| JR-A47   | 大阪               |          |          | 3.8          | 42.8         | 110.5        | 556.4        | ●    | ●      | 西日本旅客鐵道：東海道本線（ JR神戶線(直通運行)、 JR寶塚線（JR-G47））、 大阪環狀線（JR-O11） 、大阪东线（JRF-01）、 JR東西線（北新地）（JR-H44） 阪急電鐵： 京都本線、 寶塚本線、 神戶本線（大阪梅田：HK-01） 阪神電氣鐵道： 本線（大阪梅田：HS01） 大阪市高速電氣軌道： 御堂筋線（梅田：M16）、 谷町線（東梅田：T20）、 四橋線（西梅田：Y11） | 大阪府 | 大阪市 北區     |

1. ↑  可以直通至北陆本线的敦贺站。
2. ↑  湖西線的正式起點是東海道本線（琵琶湖線）山科站，但運行形態上所有列車直通至京都站，通过该线也可直通至敦贺站
3. ↑  可以直通至山陽本線的上郡站及赤穂线播州赤穗站。
4. ↑  福知山线的正式起点是尼崎站，但作为运营系统的 "JR宝塚线"上的所有列车，都会经由东海道本线（JR神户线）直通至大阪站。
5. ↑  虽然大阪东线的正式起点是新大阪站，但作为运营系统，"大阪东线 "的所有列车都通过东海道本线货运支线（梅田货运线）前往大阪站（梅北地区）。
6. ↑  大阪站與北新地站之間是徒步轉乘的特例（參見JR東西線#乘車制度）
7. ↑  作為運行系統的「京都本線」。該線的正式起點是十三站。

- 只限島本站与山崎站是JR西日本交通服務的業務委託站，除此以外的旅客站是JR西日本直營站。

### 過去的接續路線
- 京都站：京都市電（京都站前站）
  - 堀川線（日语：京都市電堀川線） - 1961年8月1日廢除
  - 伏見線（日语：京都市電伏見線） - 1970年4月1日廢除
  - 烏丸線（日语：京都市電烏丸線） - 1977年10月1日廢除
  - 河原町線（日语：京都市電河原町線） - 1978年10月1日廢除
- 西大路站：西大路線（日语：京都市電西大路線）（西大路站前站） - 1978年10月1日廢除